# Compus de cinci cuboctaedre
În geometrie compusul de cinci cuboctaedre este un compus poliedric uniform format din 5 cuboctaedre, cu simetrie icosaedrică (Ih).
Are indicele de compus uniform UC59.

## Mărimi asociate

### Coordonate carteziene
Coordonatele carteziene ale vârfurilor acestui compus sunt toate permutările ciclice ale
{\displaystyle \left(\,\pm 2,\,0\,\pm 2\,\right)}
{\displaystyle \left(\,\pm \varphi ,\,\pm \varphi ^{-1},\,\pm (2\varphi -1)\,\right)}
{\displaystyle \left(\,\pm 1,\,\pm \varphi ^{-2},\,\pm \varphi ^{2}\,\right)}
unde {\displaystyle \varphi ={\frac {1+{\sqrt {5}}}{2}}} este secțiunea de aur.

### Volum
Următoarea formulă pentru volum V este stabilită pentru lungimea laturilor tuturor poligoanelor (care sunt regulate) a:
{\displaystyle V={\frac {25{\sqrt {2}}}{3}}a^{3}\approx 11,785113~a^{3}.}